# Jeroen Kramer
Jeroen Kramer (12 september 1956) is een Nederlandse singer-songwriter voice-over en televisiepresentator. Hij is vooral bekend van de jeugdprogramma's Het Klokhuis (dat hij elf jaar heeft gepresenteerd) en het Sinterklaasjournaal. Hij maakt solo-muziekvoorstellingen voor volwassenen en werkt sinds 2005 als stemacteur.

## Werkzaamheden
Kramer presenteerde voor Teleac het programma Bij Ons Thuis, waarin hij ouders, onderwijzers en pedagogen confronteerde met eigentijdse opvoedingsdilemma's. Ook heeft hij bij de RVU een seizoen lang een serie radioprogramma's over opvoeding gepresenteerd. Voor BVNTV (wereldomroep televisie) presenteerde hij de actualiteitenrubriek Studio NL, en voor VARA/NPS/VPRO het actualiteitenprogramma MiddagEditie, in wisseldienst met Felix Meurders, Hanneke Groenteman, Inge Diepman en Harmke Pijpers. Voor TV Noord-Holland presenteerde hij de culturele talkshow Hoogspanning, alsmede het eerste seizoen van het TVNH-journaal. Voor de Amsterdamse televisiezender AT5 presenteerde Kramer Lijn 5, waarin hij een seizoen lang acteurs, musici en andere kunstenaars in een door Amsterdam rijdende tram interviewde. Sinds 2007 presenteert hij samen met Dieuwertje Blok het Sinterklaasjournaal en de landelijke intocht van Sinterklaas. In 2022 nam Rachel Rosier de rol van Kramer in laatstgenoemde productie over.
Als acteur speelde Kramer onder meer in Goede tijden, slechte tijden, Onderweg naar Morgen, de EO-serie Verborgen Verhalen en de NCRV-serie Catch. In de animatieserie Sprookjesboom sprak hij de stem van de ezel in.
In de jaren negentig publiceerde Kramer lichtvoetige columns over zijn ervaringen als vader, die in 2005 werden gebundeld in de uitgave Daarom is geen reden. 
Als singer-songwriter vertolkt hij sinds 2012 zijn eigen Nederlandstalige werk. Samen met zijn vriendin Leoni Jansen treedt hij op met hun muziekvoorstelling Vette Duetten.
Van 2021 tot 2023 speelde en zong Kramer samen met Dieuwertje Blok in het jeugdtheaterprogramma De Prins van Oranje. Hetzelfde verhaal verscheen ook als kinderboek bij Uitgeverij Rubinstein.
Jeroen Kramer heeft een dochter en een zoon. Zijn echtgenote, beeldend kunstenaar Ilse Iseger, overleed in 2017 aan leukemie.
- International Standard Name Identifier: 0000 0003 6876 8801
- MusicBrainz: 009dba86-b57b-4af0-83a3-41212af4616d
- Nederlandse Thesaurus van Auteursnamen: 071971777
- Virtual International Authority File: 288793810
- WorldCat: E39PBJhdfj6BdkpX44rDhGWqwC